# بارتيزانسك
بارتيزانسك (بالروسية: Партизанск) هي إحدى مدن روسيا في الكيان الفدرالي الروسي بريمورسكي كراي.

## المناخ
يظهر الجدول التالي التغييرات المناخية على مدار السنة لبارتيزانسك:
| البيانات المناخية لـبارتيزانسك    | البيانات المناخية لـبارتيزانسك | البيانات المناخية لـبارتيزانسك | البيانات المناخية لـبارتيزانسك | البيانات المناخية لـبارتيزانسك | البيانات المناخية لـبارتيزانسك | البيانات المناخية لـبارتيزانسك | البيانات المناخية لـبارتيزانسك | البيانات المناخية لـبارتيزانسك | البيانات المناخية لـبارتيزانسك | البيانات المناخية لـبارتيزانسك | البيانات المناخية لـبارتيزانسك | البيانات المناخية لـبارتيزانسك | البيانات المناخية لـبارتيزانسك |
| الشهر                             | يناير                          | فبراير                         | مارس                           | أبريل                          | مايو                           | يونيو                          | يوليو                          | أغسطس                          | سبتمبر                         | أكتوبر                         | نوفمبر                         | ديسمبر                         | المعدل السنوي                  |
| --------------------------------- | ------------------------------ | ------------------------------ | ------------------------------ | ------------------------------ | ------------------------------ | ------------------------------ | ------------------------------ | ------------------------------ | ------------------------------ | ------------------------------ | ------------------------------ | ------------------------------ | ------------------------------ |
| الدرجة القصوى °م (°ف)             | 5.7 (42.3)                     | 10.0 (50.0)                    | 17.9 (64.2)                    | 31.1 (88.0)                    | 31.0 (87.8)                    | 33.5 (92.3)                    | 38.0 (100.4)                   | 38.0 (100.4)                   | 32.2 (90.0)                    | 27.7 (81.9)                    | 19.2 (66.6)                    | 9.0 (48.2)                     | 38.0 (100.4)                   |
| متوسط درجة الحرارة الكبرى °م (°ف) | −7.7 (18.1)                    | −4.0 (24.8)                    | 2.8 (37.0)                     | 11.9 (53.4)                    | 18.2 (64.8)                    | 21.4 (70.5)                    | 24.5 (76.1)                    | 25.4 (77.7)                    | 20.8 (69.4)                    | 13.7 (56.7)                    | 2.9 (37.2)                     | −5.4 (22.3)                    | 10.4 (50.7)                    |
| المتوسط اليومي °م (°ف)            | −12.5 (9.5)                    | −9.0 (15.8)                    | −2.2 (28.0)                    | 5.9 (42.6)                     | 11.7 (53.1)                    | 15.6 (60.1)                    | 19.5 (67.1)                    | 20.3 (68.5)                    | 14.8 (58.6)                    | 7.7 (45.9)                     | −2.0 (28.4)                    | −9.9 (14.2)                    | 5.0 (41.0)                     |
| متوسط درجة الحرارة الصغرى °م (°ف) | −17.6 (0.3)                    | −14.6 (5.7)                    | −7.9 (17.8)                    | 0.0 (32.0)                     | 5.5 (41.9)                     | 10.5 (50.9)                    | 15.4 (59.7)                    | 15.8 (60.4)                    | 8.9 (48.0)                     | 1.7 (35.1)                     | −7.3 (18.9)                    | −14.9 (5.2)                    | −0.3 (31.5)                    |
| أدنى درجة حرارة °م (°ف)           | −30.9 (−23.6)                  | −32.5 (−26.5)                  | −22.8 (−9.0)                   | −12.2 (10.0)                   | −2.0 (28.4)                    | 0.0 (32.0)                     | 1.0 (33.8)                     | 1.7 (35.1)                     | −5.0 (23.0)                    | −14.1 (6.6)                    | −20.0 (−4.0)                   | −28.0 (−18.4)                  | −32.5 (−26.5)                  |
| الهطول مم (إنش)                   | 12.8 (0.50)                    | 15.0 (0.59)                    | 24.0 (0.94)                    | 43.0 (1.69)                    | 58.5 (2.30)                    | 106.0 (4.17)                   | 112.6 (4.43)                   | 110.0 (4.33)                   | 106.7 (4.20)                   | 46.0 (1.81)                    | 29.1 (1.15)                    | 17.3 (0.68)                    | 681.0 (26.81)                  |
| متوسط الرطوبة النسبية (%)         | 55                             | 54                             | 56                             | 60                             | 69                             | 77                             | 85                             | 81                             | 74                             | 62                             | 57                             | 56                             | 65                             |
| المصدر:                           |                                |                                |                                |                                |                                |                                |                                |                                |                                |                                |                                |                                |                                |